# Fokker D.VII
Fokker D.VII byl německý jednomístný stíhací dvouplošník navržený Reinholdem Platzem v továrně Anthony Fokkera a používaný koncem první světové války a po ní. Při jeho nasazení na frontě v roce 1918 se ukázalo, že je lepší než tehdejší stíhací letouny spojenců, což vedlo k druhému období německé vzdušné převahy známé jako Fokker Scourge. Stal se tak známým například tím, že byl jako jediný typ spojenci jmenovitě uveden v podmínkách kapitulace Německa, s požadavkem odevzdání všech letounů tohoto typu v „dobrém stavu“. Na strojích D.VII létala mnohá německá letecká esa, například Ernst Udet, Fritz Rumey nebo Franz Büchner, ale i Hermann Göring.

## Vývoj

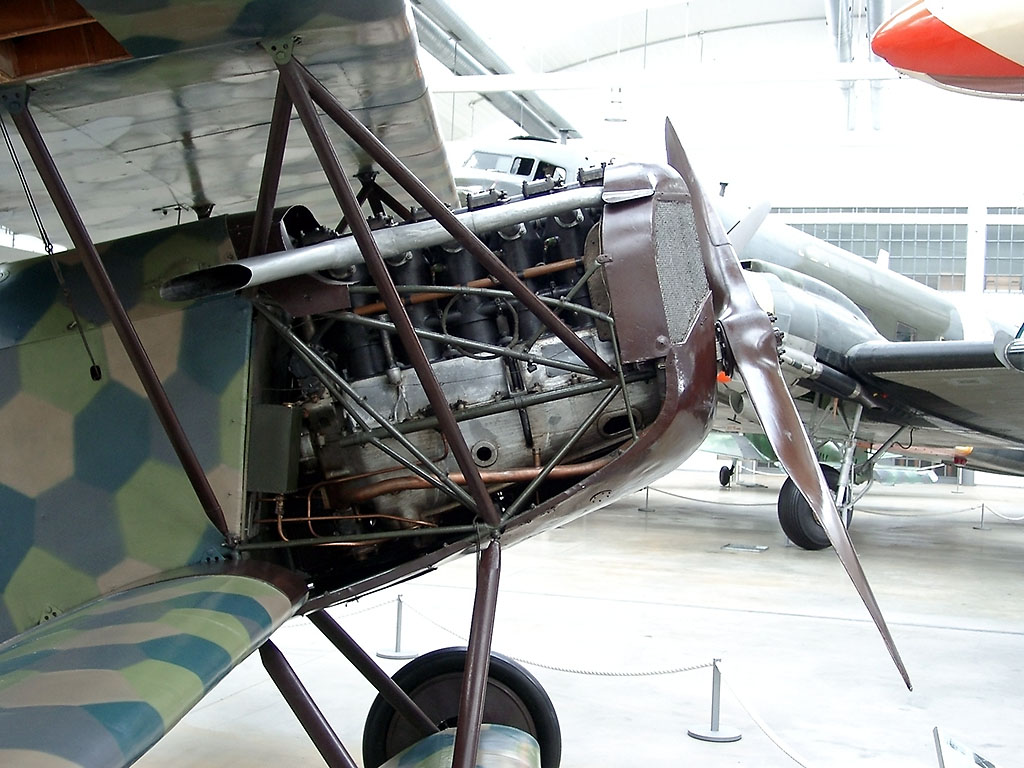
Detail motoru Fokkeru D.VII

Hlavní konstruktér firmy Fokker Reinhold Platz pracoval na sérii experimentálních letadel, označované jako řada V, od roku 1916. Tato letadla charakterizovalo použití samonosné konstrukce křídel s tlustým profilem (založené na spolupráci s Hugo Junkersem, který tento způsob navrhl v roce 1915 pro svá celokovová letadla) namísto křídel s tenkým profilem vyztužených dráty. Výsledkem byla pevnější křídla s větším vztlakem.
Koncem roku 1917 postavil Fokker experimentální dvouplošník V.11 s motorem Mercedes D.IIIa. Od 21. do 28. ledna 1918 se v Berlíně-Adlershofu konala soutěž D Flugzeug Wettbewerb pro výběr nového stíhacího letounu pro německé letectvo. Frontoví piloti se tak poprvé v historii přímo podíleli na výběru a vylepšeních bojových letadel. Fokker přihlásil prototyp V.11 spolu s dalšími typy. Manfred von Richthofen po letu s V.11 ohodnotil stroj jako nepříliš dobrý a nestabilní při střemhlavém letu. Jako odpověď na připomínky Fokker upravil V.11 prodloužením trupu a přidáním kýlové plochy před směrové kormidlo. Po letu s vylepšenou verzí Richthofen označil tento stroj za nejlepší v celé soutěži.
Přes relativní zastaralost motoru Mercedes podával letoun vynikající výkony a bezpečně a lehce se ovládal. Ačkoli Richthofen nebyl sám, kdo stroj doporučoval, jeho názor byl ve výběru rozhodující. Fokker okamžitě obdržel předběžnou objednávku na 400 strojů V.11.

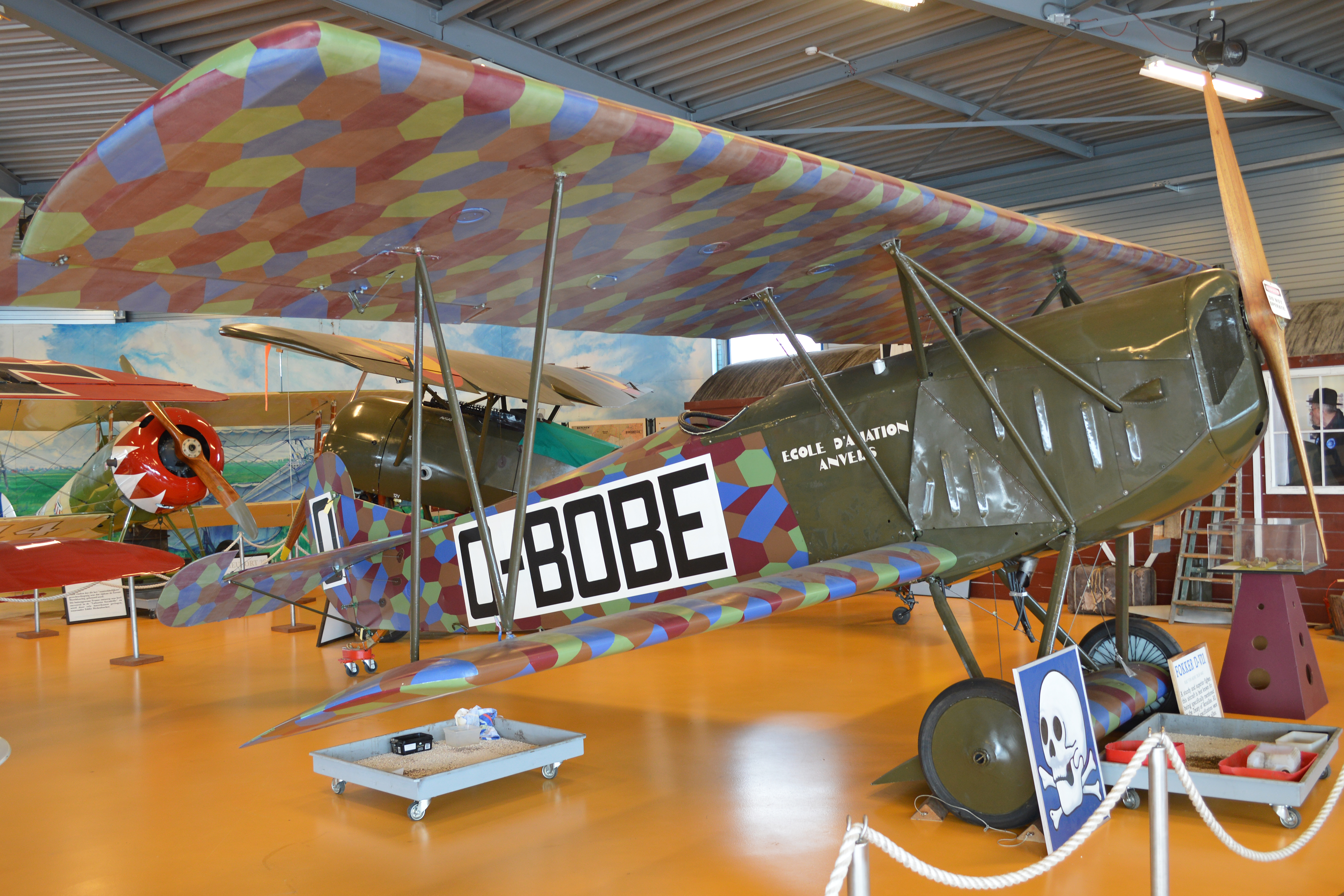
Replika letounu Fokker D.VII (O-BOBE)

Protože továrna Fokker neměla potřebné kapacity k výrobě takového množství letadel, bylo konkurenčním firmám Albatros a AEG nařízeno stavět D.VII licenčně, ačkoli společnost AEG nakonec žádné D.VII nevyrobila. Jelikož Fokker ve výrobě nepoužíval výkresy a letadla stavěl pomocí šablon, jednoduše odeslal kompletní D.VII k Albatrosu k okopírování. Albatros platil Fokkeru licenční poplatek pět procent z každého vyrobeného stroje. Albatros Flugzeugwerke a jeho dceřiná společnost Ostdeutsche Albatros Werke (OAW) vyráběly D.VII v továrnách v Berlíně – Johannisthalu (Albatros) a v dnešním polském městě Piła (německy Schneidemühl) (OAW). Verze vyráběné Albatrosem měly označení Fokker D.VII (Alb), zatímco stroje z Schneidemühlu Fokker D.VII (OAW). Zajímavostí je, že některé díly těchto letadel se nedaly zaměňovat za jiné z ostatních továren a to dokonce ani mezi letadly Albatrosu a OAW.
Výroba v továrnách Albatros brzy překonala Fokker jak počtem, tak i kvalitou letadel. Celkem bylo i přes nepříznivé hospodářské podmínky vyrobeno asi 2000 těchto letadel ve třech továrnách, přičemž nejčastěji se uvádí číslo 1700 kusů.
Na základě dohody mezi Fokkerovou továrnou a rakousko-uherským Fliegerarsenalem bylo umožněno Stfw. Franzi Kuntnerovi otestovat ve dnech 15. a 16. března 1918 prototyp Fokker V.22 (výr. č. 2342). V.22 se od sériových letounů lišil mírným vzepětím horního křídla a čtyřlistou vrtulí Jarray. Následně byl předán budapešťské letecké továrně Magyar Általános Gépggyár, která byla tradičním výrobcem fokkerových letadel. Fliegerarsenal u této firmy objednal 150 kusů D.VII, stejný počet pak rovněž u společnosti Aviatik. Pro urychlení zavedení licenční výroby zaslal Fokker 23. října 1918 do Budapešti 6 kompletních draků (výr. č. 3861 a 3863 až 3867) bez motorů a výzbroje. Továrna MÁG kompletaci dokončila instalací licenčně vyráběných, vodou chlazených šestiválcových motorů Austro Daimler AD 6 s rozměrnějším čelním chladičem a dvojicí kulometů Schwarzlose ráže 8 mm.

## Bojové nasazení

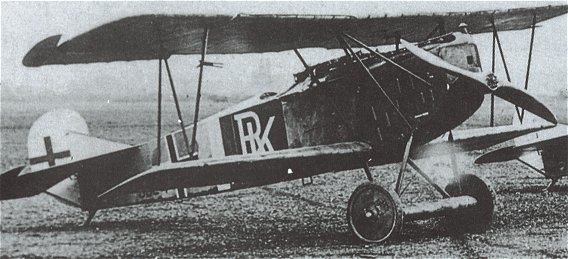
Fokker D.VII Jasty 66

D.VII byly nasazeny do služby u Jasty 10 na západní frontě začátkem května 1918. Hned zpočátku bylo jasné, že jsou mnohem lepší, než dosud používané stíhací stroje Albatros a Pfalz. Na rozdíl od Albatrosů mohl D.VII létat střemhlavě bez rizika selhání konstrukce. D.VII měl také dobrou stoupavost, při přetažení se choval nezáludně a neměl tendenci padat do vývrtky. To ostře kontrastovalo s vlastnostmi jeho současníků, jako byly stroje Sopwith Camel nebo SPAD S.XIII, které při přetažení prudce přecházely do vývrtky.
D.VII měl také několik vad. Teplo z motoru často zapálilo fosforové střelivo, to se například stalo Ernstu Udetovi, kterému se během souboje vznítil ve schránce zápalný náboj a současně se za něj zavěsil nepřítel. Jediná možnost, jak se zbavit hořícího náboje, bylo vystřelit. Když začal střílet, protivníka za ním to zřejmě vystrašilo a raději se odpoutal. Tento problém byl vyřešen perforovanými nábojovými schránkami. Několikrát došlo i prasknutí palivové nádrže ve svaru. U D.VII rovněž docházelo k trhání potahu a lámání žeber horního křídla. Stroje stavěné v továrně Fokker ve Schwerinu byly pověstné svou horší kvalitou dílenského zpracování i použitých materiálů. I přesto byla konstrukce D.VII úspěšná a stroj se stal oblíbeným – a to dokonce natolik, že vzniklo i rčení: „Z průměrného pilota udělá dobrého a z dobrého pilota eso“.

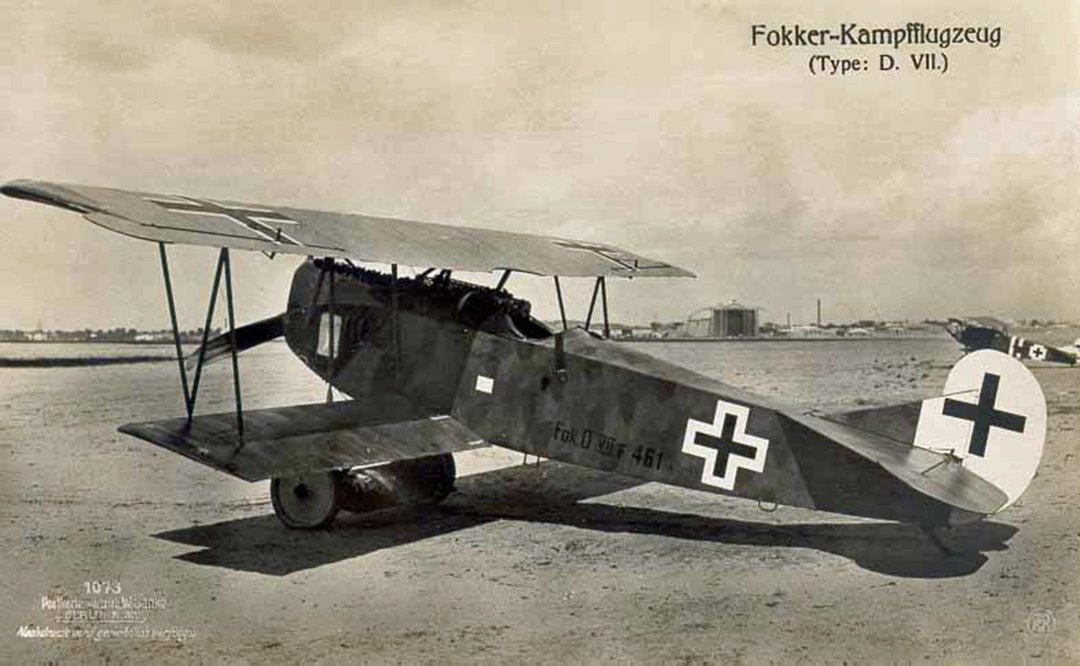
Fokker D.VII v roce 1918

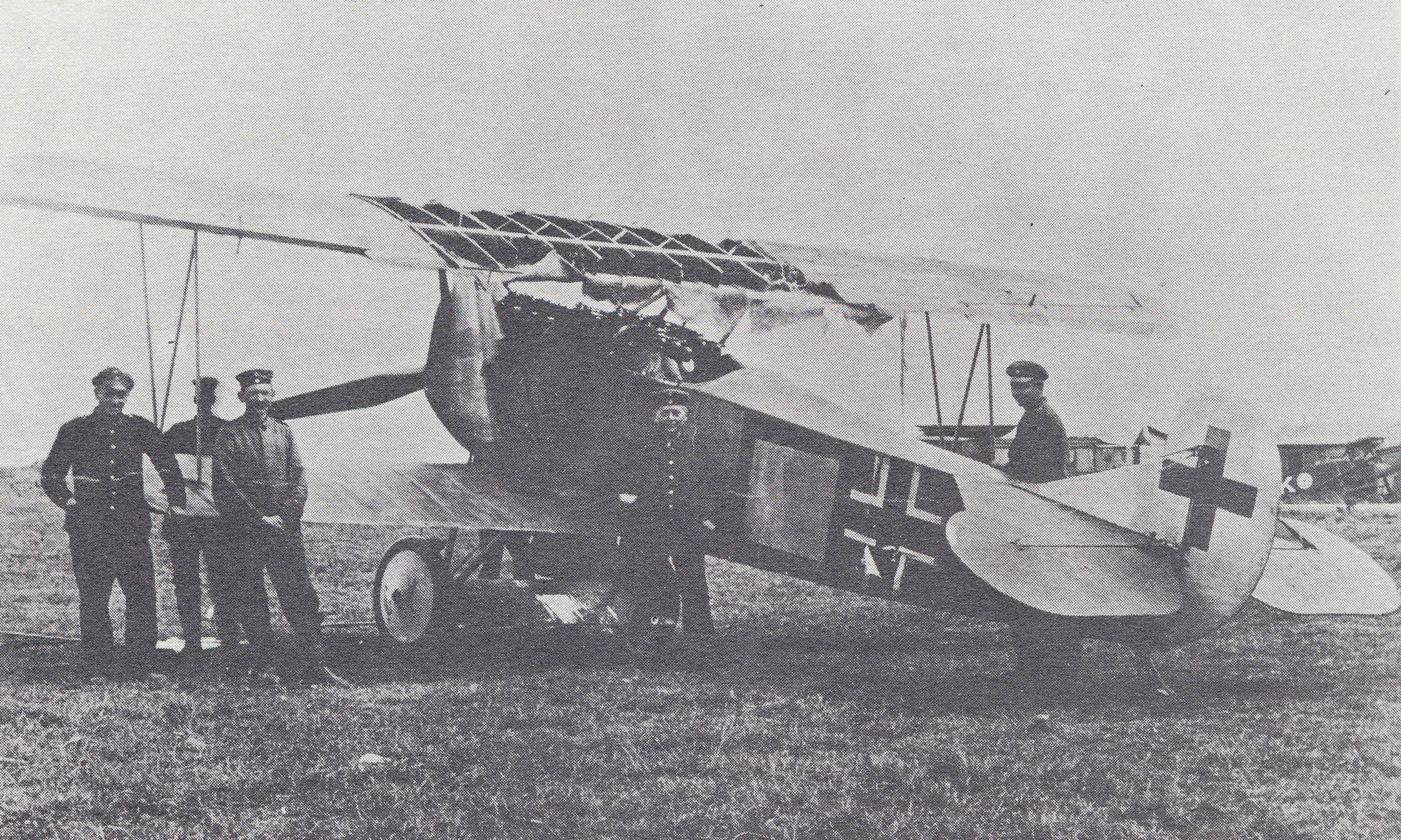
Fokker D.VII

Původně D.VII používaly motory Mercedes D.IIIa (170 k), poté motory Mercedes D.IIIaü s vyšším kompresním poměrem (180 k). Letadla byla výrazně vylepšena použitím překomprimovaných a předimenzovaných motorů BMW IIIa o výkonu 185 k/136 kW (tyto motory měly vyšší kompresní poměr, větší zdvihový objem a také speciální karburátor BMW) s výrazně lepšími výkony ve vyšších letových hladinách. Díky tomu měl letoun vyšší stoupavost a vyšší rychlost ve výšce. Protože motory BMW IIIa měly příliš vysoký kompresní poměr, při letu „na plný plyn“ ve výškách pod 2000 metrů hrozilo poškození motoru (motor měl ovládání dvěma pákami přípustí, pro ovládání při startu a ve výškách do 2000 metrů a pákou tzv. výškového plynu, který mohl používat teprve od výšky 2000 m). Teoreticky však motor s plným plynem v nižších výškách dával až 240 koňských sil (ve skutečnosti motor dával výkon 185 k při 1380 ot/min., krátkodobě bylo povoleno zvýšit otáčky na 1420 ot/min., kdy motor dával výkon 200 koní).
Letouny s motory BMW byly značeny D.VIIF. První se dostaly k jednotce Jasta 11, součásti Jagdgeschwader I, koncem června 1918. Produkce piloty vychvalovaného motoru BMW však byla omezená, takže množství strojů D.VII nadále poháněly motory Mercedes D.IIIaü.
Manfred von Richthofen zemřel dřív než byly stroje zavedeny do služby a nikdy s nimi v boji neletěl. Jiní piloti, včetně Hermanna Göringa, na strojích rychle zvyšovali počty sestřelů a stroje si nemohli vynachválit. Dodávky byly zpočátku omezené, ale v červenci už bylo nasazeno 407 letadel. Více letadel bylo dodáno v srpnu a v tomto měsíci také jejich piloti dosáhli celkem 565 vítězství. Stroje D.VII byly ve výzbroji 46 stíhacích letek. Ke konci války sloužilo 775 strojů Fokker D.VII.

## Poválečná služba

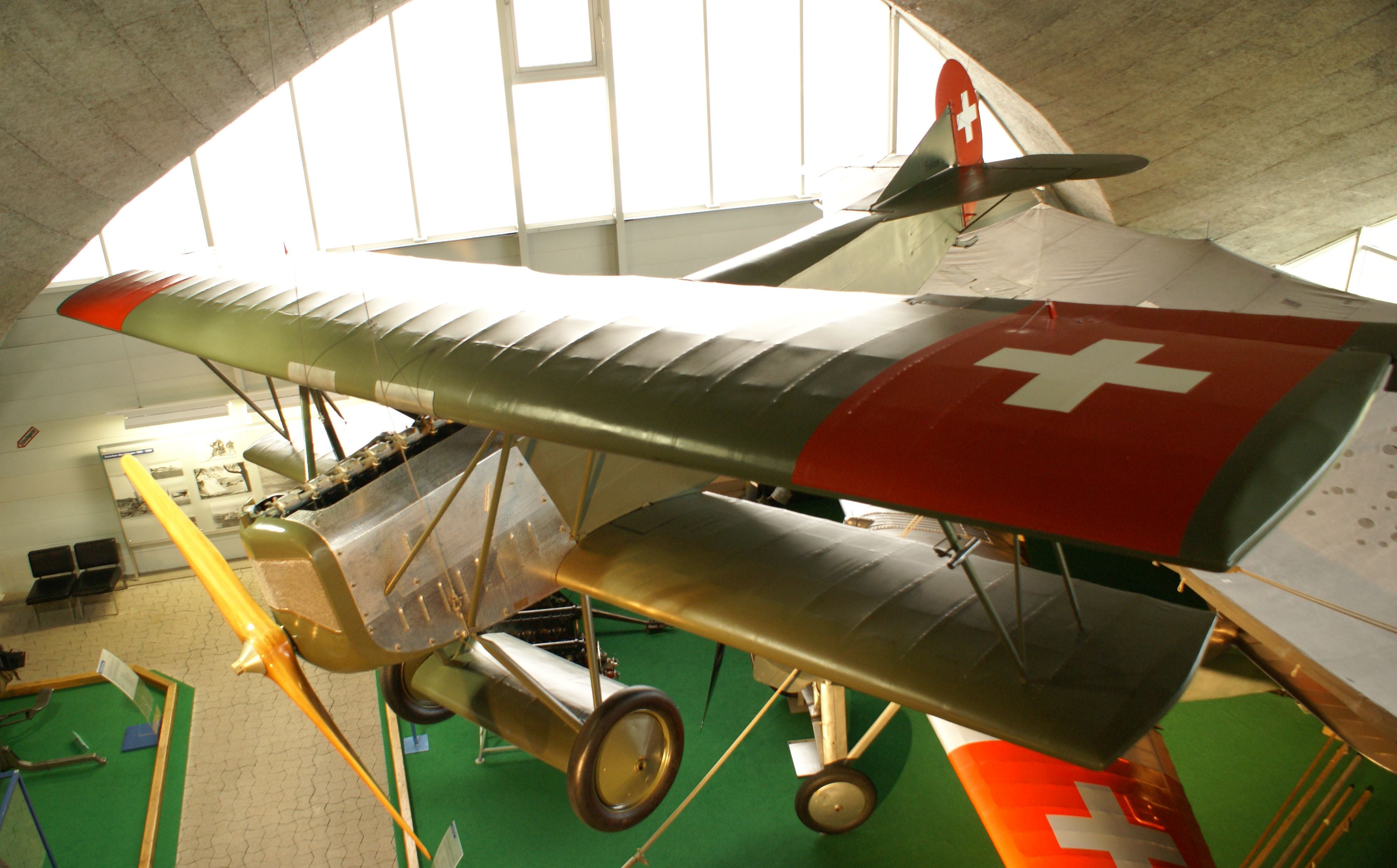
Fokker D.VII švýcarského letectva

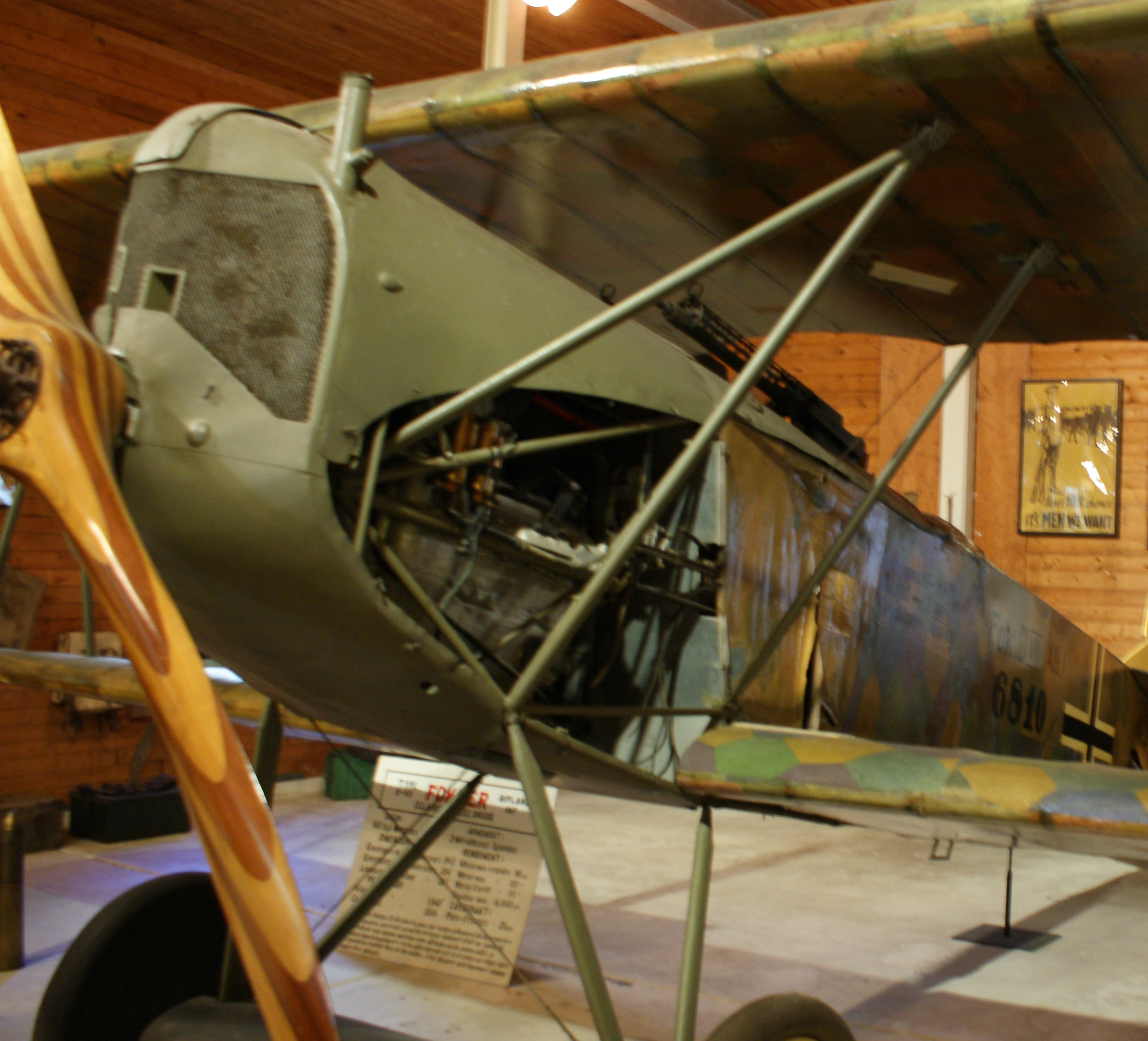
Fokker D.VII

Po válce byly D.VII hojně používány v USA (142 strojů). Letouny sloužily i v polském (okolo 50 kusů), nizozemském námořním letectvu Marineluchtvaartafdeling (20 kusů), švýcarském a belgickém i československém letectvu. Fokker D.VII (6162/18) zakoupený Victorem Simonetem v roce 1920 byl prvním strojem s belgickou civilní registrací (O-BEBE).
V roce 1920 švýcarské úřady v Německu odkoupily první dva exempláře D.VII prostřednictvím spojenecké komise. Jednalo se o neozbrojené stroje deklarované jako sportovní. S motory Mercedes D.IIIa o výkonu 118 kW prošly letovými testy, poté se již vyzbrojené účastnily zkoušek střelby. První dva švýcarské D.VII dostaly vojenské evidenční čísla 608 a 609 a u Fliegertruppe nakonec létaly jako neozbrojené cvičné. Stroj č. 608 byl zničen při nouzovém přistání roku 1929, č. 609 byl ze stavu Flugwaffe vyřazen v létě 1938.
V listopadu 1920 se do Švýcarska dostal další Fokker D.VII s pohonnou jednotkou Mercedes a bez výzbroje. V Berlíně jej zakoupil Carl Högger a etapově přepravil do švýcarského Dübendorfu. Do roku 1925 stroj s civilní imatrikulací CH-46 používal se svým přítelem Alfredem Comtem k předváděcím letům. V lednu 1925 letoun přešel k Fliegertruppe, kde s číslem 631 sloužil dalších deset let jako cvičný. V roce 1936 stroj v německých civilních barvách s novou poznávací značkou D-EIRA přeletěl Ernst Udet z Dübendorfu do Berlína, kde se stal exponátem leteckého muzea.
K první akvizici k vybavení švýcarských stíhacích jednotek letouny D.VII došlo v roce 1921, kdy úřady od spojenecké komise v Německu koupily osm kusů D.VII s motory Mercedes a dva D.VIIF s motory BMW IIIa o výkonu 136 kW. Těchto deset letounů prošlo generálkami u společnosti Eidgenössische Konstruktions-Werkstätte v Thunu. Dostaly výzbroj původními německými synchronizovanými kulomety LMG.08/15 (Spandau), nové přístroje a od roku 1932 upravená pilotní sedadla pro padáky Salvator. Modifikací prošla také motorová lože vybavená tlumiči. Po opravách obdržely letouny s Mercedesy čísla 616 až 622, D.VIIF pak 623 a 624. D.VII č. 615 zůstal v Thunu, kde byl do jeho draku instalován francouzský vidlicový osmiválec Hispano-Suiza H.S.8b o výkonu 221 kW a jeho označení bylo změněno na D.VIIS. Protože nebylo možné instalovat původní systém synchronizace kulometů, létal 615 neozbrojen. Při větších generálkách typu D.VII, probíhajícími s modernizacemi v roce 1932, byl přestavěn na standard s Mercedesem. K jeho vyřazení došlo v roce 1938.
V roce 1925 získala společnost Alfreda Comteho v Německu dalších šest Fokkerů D.VII s pohonnými jednotkami Mercedes D.IIIa. Prošly rovněž generálkami a byly předány následujícího roku Fliegertruppe s čísly 625 až 630.
Roku 1928 se Fliegertruppe podařilo v ČSR odkoupit deset nepoužitých motorů Mercedes D.IIIa, které převzala firma Alfreda Comteho v Oberriedenu. Společnost si u továrny Fokker obstarala výrobní dokumentaci typu D.VII spolu s licenčními právy, podle kterých postavila osm kompletně nových letounů. Fliegertruppe byly dodány s čísly 632 až 639 během roku 1929, čímž se počet D.VII švýcarského letectva zvýšil na 27. Poslední stroje byly vyřazeny v roce 1938.
Po I. světové válce se šest Rakousko-Uhersku dodaných letounů D.VII, dislokovaných na letišti Mátyásföld, dostalo do výzbroje Maďarské republiky rad a její letecké složky Vörös Légierócsapat. Dva z nich používala 8. Vörös Repüloszázad, která byla v červnu 1919 vyslána do Győru, aby zamezila pronikání československých letounů na maďarské území. V roce 1919 totiž docházelo na území Slovenska k bojům proti maďarským bolševickým vojskům.
27. května 1919 Fokker D.VII (výr. č. 3867) štábního šikovatele Istvána Fejese, leteckého esa s 15 sestřely, nouzově přistál po ostřelování obrněného vlaku v prostoru Lučence za československými liniemi. Stroj byl odeslán do opravy k Leteckému arsenálu v Praze na Výstavišti. Po opravě ho 4. července 1919 zalétal šikovatel polní pilot Valenta. Po zařazení k Leteckému sboru byl D.VII určen k propagačnímu létání s piloty setníkem Adamcem a npor. Popelákem. V této roli sloužil až do konce roku. Počátkem roku 1920 byl Fokker D.VII zařazen do pilotní školy v Praze, kde se podrobil i druhé větší opravě. Při ní byl původní motor nahrazen pohonnou jednotkou Daimler z havarovaného stroje Albatros D.III(Oef) (výr. č. 253.116) pilota Adolfa Bláhy. Po opravě byl jediný československý Fokker D.VII zalétán setníkem Adamcem a začátkem října 1920 jej přelétl pilot Karel Dovolil do pilotní školy v Chebu. 24. ledna 1921 stroj Augustin Charvát opět přelétl k HLD v Praze, kde jeho motor prošel celkovou revizí. Po záletu 7. září 1921 převzal Fokker D.VII pro letecké učiliště Cheb A. Charvát. Samotný přelet do Chebu provedl pilot Procházka 27. září. Při přeletu z Chebu do Prahy 18. října 1921 byl letoun těžce poškozen při nouzovém přistání pilota Procházky v Praze-Bohnicích po vysazení motoru. 16. ledna 1922 byl Fokker převezen vlakem do Hlavních leteckých dílen Olomouc a 3. června 1922 u 2. let. pluku Josefem Pospíšilem znovu zalétán. 15. ledna 1925 byl zrušen ve školním skladu v Chebu.
D.VII byly také nejpočetnějším typem polského letectva v bojích polsko-sovětské války. Fokker ve všeobecném zmatku po uzavření příměří z Compiègne tajně přesunul výrobu i mnoho kompletních draků do Nizozemska, kde letadla také úspěšně prodával.

## Dochované stroje
V současnosti se několik dochovaných exemplářů nachází v muzeích po celém světě:
- Militaire Luchtvaart Museum Nizozemsko
- Brome County Historical Society Kanada, zdejší stroj je údajně v nejpůvodnějším stavu a koncem roku 2006 byl nabízen k prodeji
- National Aviation Museum Kanada
- Deutsches Museum (expozice Flugwerft Schleißheim) Německo
- Royal Air Force Museum Velká Británie
- Musée de l'Air Francie
- Steven F. Udvar-Hazy Center USA

## Specifikace (D.VII)

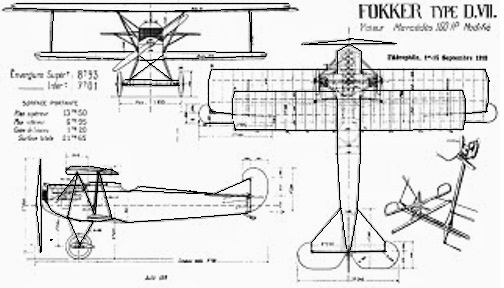
Třípohledový nákres D.VII

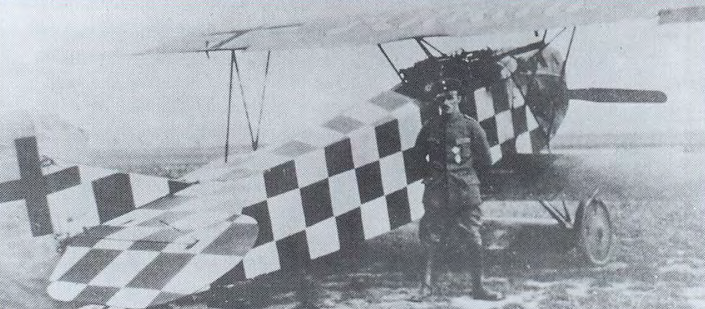
Fokker D.VIIF Willy Hipperta z jednotky Jasta 74

### Technické údaje
- Osádka: 1
- Rozpětí: 8,92 m
  - Rozpětí dolního křídla: 7,01 m
- Délka: 6,95 m
- Výška: 2,75 m
- Nosná plocha: 20,50 m²
- Hmotnost prázdného letounu: 700 kg
- Vzletová hmotnost : 878 kg
- Pohonná jednotka: 1× šestiválcový řadový motor Mercedes D.IIIaü
- Výkon motoru: 180 k (132 kW)

### Výkony
- Maximální rychlost: 187 km/h ve výšce 1000 m
- Dostup: 6000 m
- Čas výstupu do výšky:
  - 1000 m ÷ 3,8 minuty
  - 3000 m ÷ 12 minut
  - 5000 m ÷ 34,83 minuty
- Vytrvalost: 1,5 hodiny

### Výzbroj
- 2× synchronizovaný kulomet MG 08/15 (Spandau) ráže 7,92 mm

## Specifikace (D.VIIF)

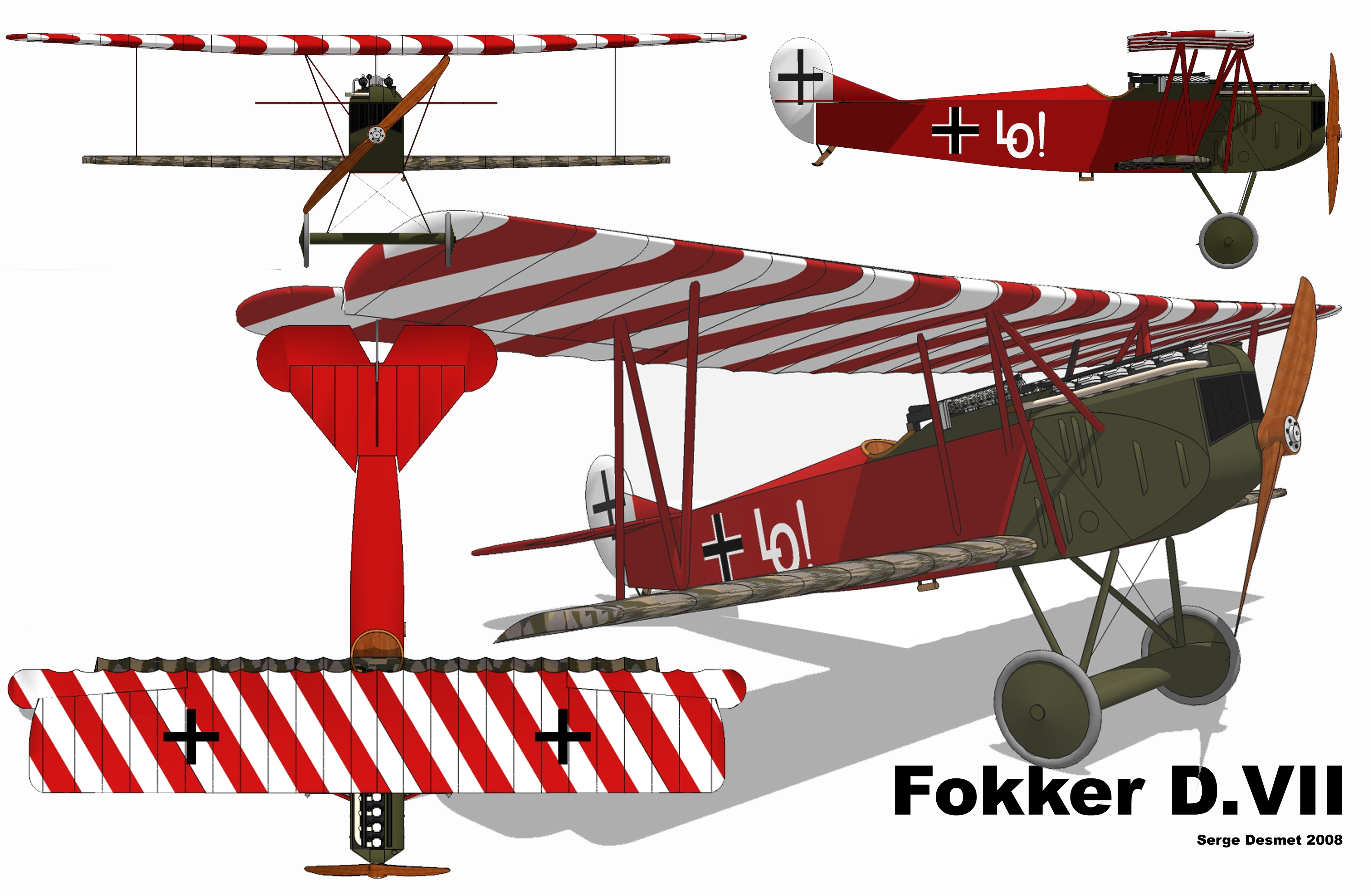
Fokker D.VII, Ernst Udet

### Technické údaje
- Osádka: 1
- Rozpětí: 8,92 m
  - Rozpětí dolního křídla: 7,01 m
- Délka: 6,95 m
- Výška: 2,75 m
- Nosná plocha: 20,50 m²
- Hmotnost prázdného letounu: 687 kg
- Vzletová hmotnost : 904 kg
- Pohonná jednotka: 1× šestiválcový řadový motor BMW IIIa
- Výkon motoru: 166 kW/226 k

### Výkony
- Maximální rychlost: 200 km/h ve výšce 1000 m
- Dostup: 7500 m
- Čas výstupu do výšky:
  - 1000 m ÷ 1,75 minuty
  - 3000 m ÷ 8,33 minuty
  - 5000 m ÷ 14,50 minuty
- Vytrvalost: 1,7 hodiny

### Výzbroj
- 2 × synchronizovaný kulomet MG 08/15 (Spandau) ráže 7,92 mm